# Norwich Union
Norwich Union est l'ancien nom de la branche britannique de la compagnie d'assurance Aviva (avant juin 2009).
Cette société a été créée en 1797.
Elle était cotée à la Bourse de Londres et faisait autrefois partie de l'indice FTSE 100.
Le 29 avril 2008, Aviva a annoncé que la marque Norwich Union disparaîtrait progressivement en deux ans, car le nom Aviva aurait plus aisément un «impact mondial». Le 1er juin 2009, Norwich Union a été rebaptisée Aviva.

## Histoire

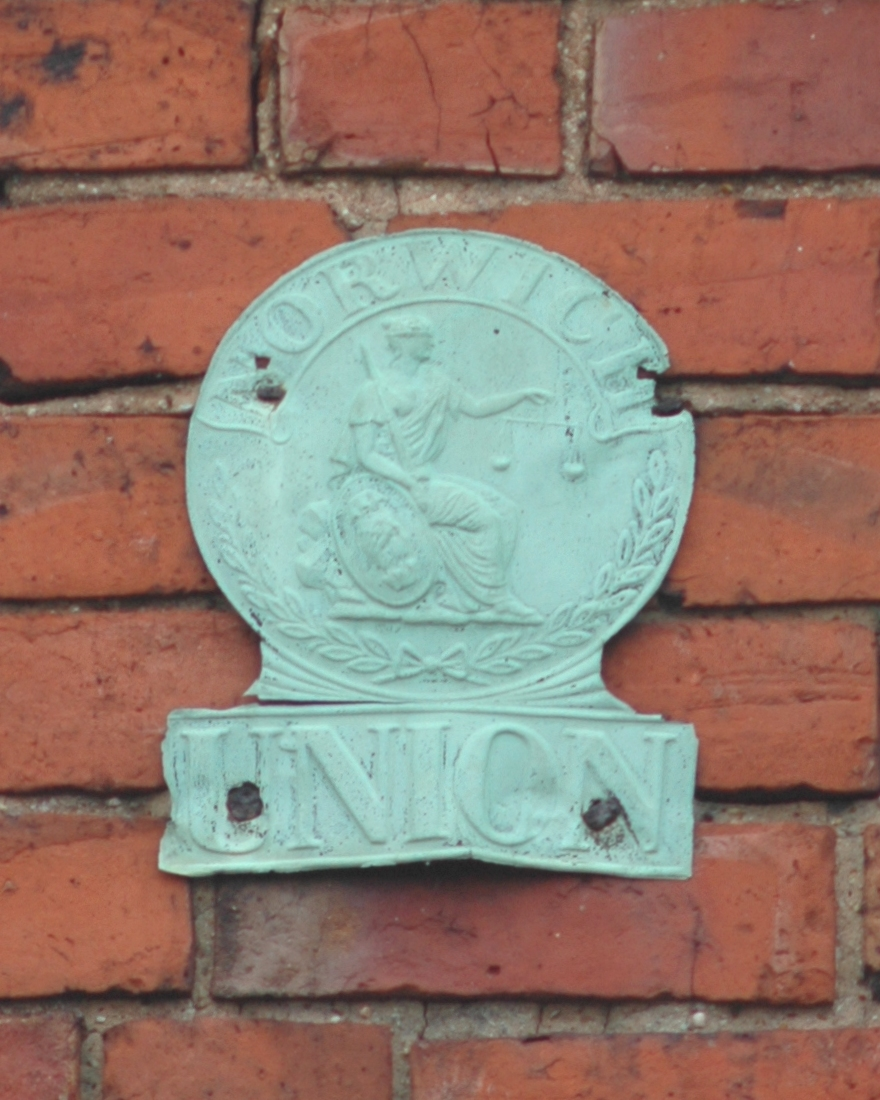
Plaque datant du XIXe siècle de Norwich Union (marque d'assurance incendie) ici sur le mur de La Chapelle d'Hugglescote Wesleyan, dans le Leicestershire, en Angleterre

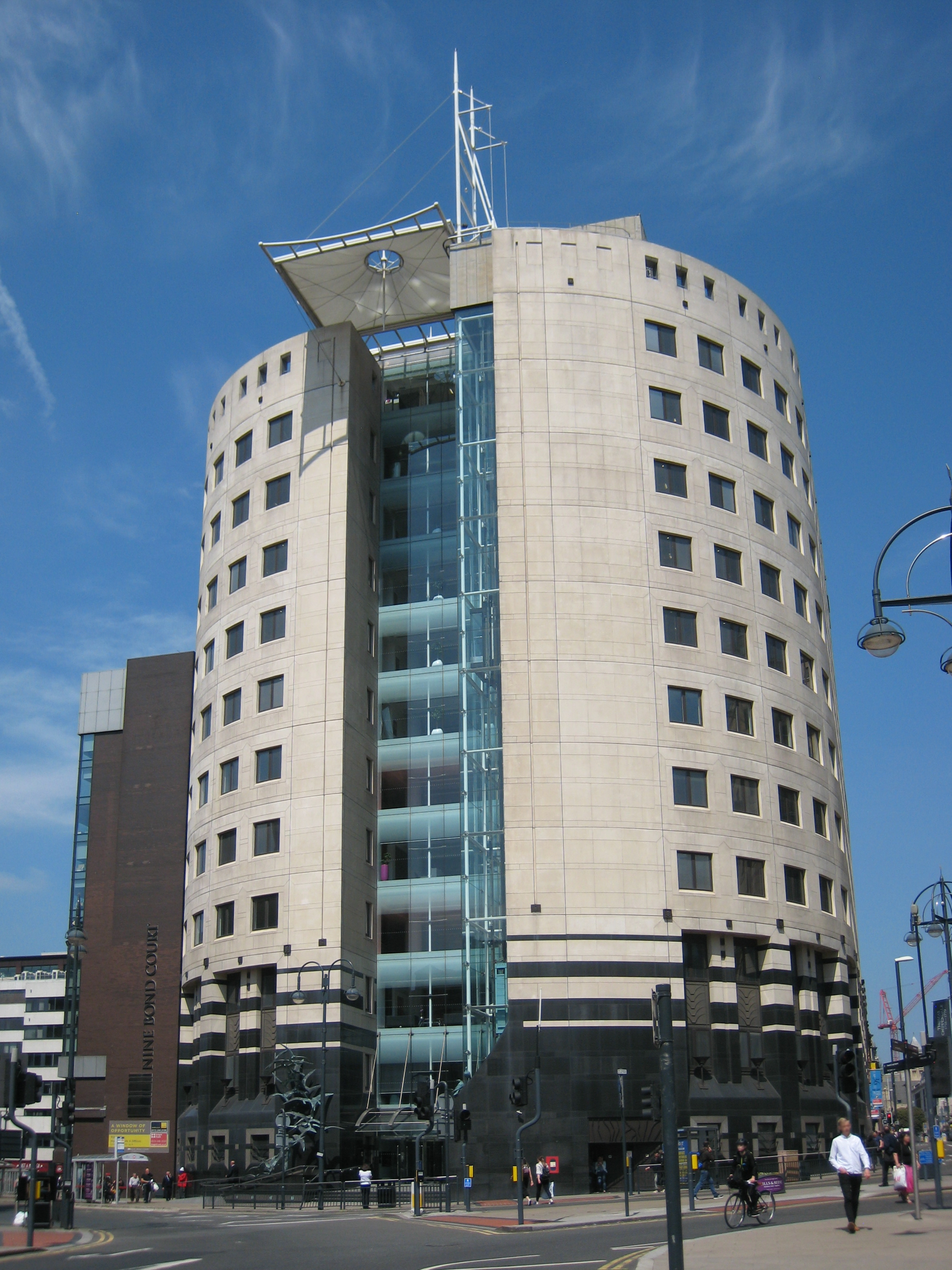
Bureaux de Norwich Union à Leeds, West Yorkshire, Angleterre

En 1797 à Norwich, le commerçant et banquier de 36 ans Thomas Bignold crée la «Norwich Union Society for the Insurance of Houses, Stock and Merchandise from Fire», mutuellement détenue par des assurés qui recevaient une part des bénéfices. Elle fut ensuite connue sous le nom de Norwich Union Fire Insurance Office puis Norwich Union.
En 1808, Thomas Bignold crée une seconde mutuelle : Norwich Union Life Insurance Society.  La Fire Society se démutualise en 1821 quand elle a absorbe la Norwich General Assurance Company.  Comme d'autres compagnies privées d'assurance contre l'incendie, elles exploitaient leurs propres pompiers qui ne protégeaient que les assurés de la société dont les immeubles étaient identifiés par des « marques d'assurance incendie ». Ce n'est qu'en 1929 que la Fire Society cède sa dernière brigade privée, à Worcester, aux autorités municipales.
En 1997, Norwich Union fête son bicentenaire et se  démutualise ; elle est introduite comme société anonyme à la Bourse de Londres.  Bien qu'elle ait vendu des polices d'assurance générale, automobile, de soins de santé et vie - sa large gamme de produits menant indirectement à son slogan personne ne protège plus - elle a été cotée sur les marchés comme société d'assurance-vie. Les années suivantes, sous  la pression des analystes, elle finit par débarrasser de sa branche d’assurance générale.
En 2000, Norwich Union fusionne avec CGU  (elle-même issue de la fusion de General Accident and Commercial Union en octobre 1998). L'Union de Norwich avait tenté de reprendre General Accident plus de 100 ans plus tôt.  CGU a également proposé une large gamme de produits d'assurance vie et générale, avec une présence mondiale plus forte que la Norwich Union, surtout basée au Royaume-Uni. Lors de la fusion, ils ont formé le groupe CGNU, devenu  Aviva. 

En 2005, il y avait encore 2 sociétés opérant au Royaume-Uni sous l'égide d'Aviva qui utilisaient la marque Norwich Union : 
1. Norwich Union Insurance ( NUGI )
2. Norwich Union Life ( NUL )

En octobre 2006, dans le cadre d'un  projet pilote, Norwich Union crée un nouveau type d'assurance automobile dit Pay as You Drive (PAYD). Un dispositif GPS placé dans la voiture surveille les facteurs de risque (heure, distance, kilométrage). Les informations sont transmises à la compagnie d'assurance qui sait alors si le véhicule est utilisé à des heures de la journée à faible risque ou sur des routes à faible risque ou roule peu. Dans ces cas, la prime d'assurance automobile diminue. Plusieurs brevets de méthode commerciale couvrent ce service (Pay as You Drive) qui a finalement été retiré en 2008 car moins demandé que prévu par les clients.

## Campagne publicitaire contre les excès de vitesse
Norwich Union a soutenu une campagne publicitaire de service public européen contre la conduite  à une vitesse trop élevée ; campagne connue sous le nom de "The Faster the Speed, the Bigger the Mess"

## Service Clients
- En décembre 2007, Norwich Union est condamnée à 1,26 million de livres sterling d'amende par la Financial Services Authority (FSA) car des polices d'assurance-vie ont  exposés ses clients à un  risque (faible) de fraude. La FSA a déclaré que la société n'avait pas traité correctement le problème, même après avoir été alertée[8].
- Après une erreur de surfacturation datant de 2001, Norwich Union a accepté d'indemniser ses clients avec un chèque de 300 £ chacun, en raison de frais dépassant le plafond de 1% imposé par le gouvernement. Le montant final de l'indemnisation devrait dépasser 11 millions de livres sterling[9].

## Opérations internationales
- Au Canada, Norwich Union était  connue comme distributeur direct de produits d' assurance-vie, avec des publicités télévisées fréquentes et répétées. Le plus célèbre était un spot commençant par la phrase: «C'est Patrick! Il a souscrit une assurance-vie. " [10] À la suite de la fusion Norwich / CGU, cette unité a été vendue à American International Group et rebaptisée AIG Assurance, qui a décidé d'abandonner les publicités «Patrick». L'unité a ensuite été revendue en 2009 à la Banque de Montréal et est maintenant connue sous le nom de BMO Assurance[11].
- En Australie, Norwich Union Australia a été rebaptisées Aviva en octobre 2003[12]. La société se composait alors de 3 activités: assurance-vie, gestionnaire de fonds Portfolio Partners (qui dépend directement de Londres) et Navigator, un service de fiducie / planification financière[13].